# Marina and the Diamonds
Marina Lambrini Diamandis (řecky: Μαρίνα-Λαμπρινή Διαμάντη) (* 10. říjen 1985 Brynmawr, Wales), známější pod svým uměleckým jménem MARINA (dříve Marina and the Diamonds), je velšská zpěvačka a skladatelka řeckého původu.
Její dřívější umělecké jméno, „Marina and The Diamonds“, se skládalo z jejího křestního jména a překladu jejího příjmení, které v řečtině znamená „diamanty“ (v angličtině diamonds). Jako „diamanty“ se nadále přes změnu uměleckého jména označují její fanoušci.

## Biografie
Marina Diamandis se narodila v Brynmawr, ve Walesu řeckému otci a velšské matce a vyrostla ve vesnici Pandy s rodiči a starší sestrou.
Diamandis se ve věku osmnácti let odstěhovala do Londýna, kde navštěvovala taneční školu. V roce 2005 následoval jednoroční kurz zpěvu na Tech Music School. Poté se zapsala na studium hudby na University of East London, ve druhém ročníku ale přešla na Middlesex University, kterou však nedokončila. Prošla mnoha muzikálovými konkurzy včetně konkurzu na muzikál West End.
První demonahrávky produkovala na aplikačním softwaru Applu GarageBand. Její debutové album The Family Jewels bylo uvedeno na trh 22. února 2010 a posléze se dostalo až na pátou příčku v UK Albums Chart. Byla také nominována na cenu kritiků na Brit Awards 2010 a zvítězila na MTW Europe Music Awards v kategorii „Best UK & Irish Act“.
27. dubna 2012 Marina vydala svou druhou studiovou desku s názvem Electra Heart, na které se např. podíleli popoví producenti Dr. Luke, Denny Blanco nebo Diplo.
V Česku vystoupila poprvé 16. září 2012 jako předkapela skupiny Coldplay.
V březnu 2015 zpěvačka na trh vypustila své třetí album s názvem FROOT, které celé sama napsala a s Davidem Kostenem spolupracovala na produkci. Témata této desky je dnešní společnost, láska a samota.
Druhý koncert v České republice se konal 2. března 2016 v Praze.
Diamandis na podzim 2017 představila svůj projekt Marina Book. Jde o blog, kde zpěvačka probírá jak problémy dnešní společnosti, tak například i psychické problémy a budoucnost své tvorby. Ve stejném roce začala studovat psychologii na univerzitě.
Marina na konci srpna 2018 přes Twitter oznámila, že opouští své umělecké jméno „Marina and The Diamonds“ a mění ho na své křestní jméno „Marina“. Zpěvačka také sdělila, že poslední dva roky pracovala na své čtvrté desce, která bude vydána v roce 2019. Dodala, že toto album považuje za své nejlepší.
Na konci září 2018 Diamandis představila živě svou novou píseň „Emotional Machine“.
V listopadu 2018 Marina společně s britskou hudební skupinou Clean Bandit představila píseň Baby.
8. února 2019 vyšel hlavní singl Handmade Heaven z čtvrté desky.
14. února 2019 Diamandis na svém Instagramu představila svou čtvrtou desku LOVE + FEAR. Album je rozděleno do dvou kolekcí písní (LOVE a FEAR), obě kolekce obsahují 8 písní a tvoří album s 16 nahrávkami. Album bylo vydáno 26. dubna 2019.
8. května 2020 sdílela na svém Instagramovém účtu část nové písně Man's World, kterou později zveřejnila 18. listopadu téhož roku.
12. dubna 2021 Marina oznámila nový singl Purge the Poison, k jemuž byl ten den omylem zveřejněn klip na YouTube. 11. června téhož roku vydala album Ancient Dreams in a Modern Land; Deluxe verze téhož alba vyšla 7. ledna 2022.

## Diskografie
- The Family Jewels (2010)
- Electra Heart (2012)
- FROOT (2015)
- LOVE + FEAR (2019)
- Ancient Dreams In A Modern Land (2021)
- PRINCESS OF POWER (2025)